# Stefan Persson (homme d'affaires)
Pour les articles homonymes, voir Stefan Persson.
Stefan Persson, né le 4 octobre 1947, est un homme d'affaires suédois. Il est le fils de Erling Persson, fondateur de la chaîne suédoise de magasins de vêtements Hennes & Mauritz (H&M). Depuis 1982, il est le propriétaire principal de H&M. Selon le magazine Forbes, il est, en 2011, à la tête d'une fortune de 26 milliards de dollars, ce qui en fait le deuxième homme le plus riche de Suède et la 28e au monde.

Supporter du Djurgårdens IF, il est cofondateur de la fondation pour ce club de football.

## Enfance
Né le 4 octobre 1947 en Suède, il est le fils de Erling Persson, qui a fondé H&M en 1947. Il grandit à Djursholm. Il fait ses études à l'Université de Stockholm et à la Lund University, où il obtient une maîtrise en économie.

## Carrière
En 1973, il part à Londres pour créer le premier bureau d'achat européen d'H&M.
De 1976 à 1982, il est responsable de l'expansion internationale de H&M au Royaume-Uni. Il devient directeur général de 1982 à 1998, puis président-directeur général.
Depuis 1979, il est également président du comité des élections et membre du comité d'audit de H&M, et de 1998 à 2020, président du conseil d’administration.
Il détient également une participation dans la société suédoise Hexagon AB.
Par l'intermédiaire de sa société immobilière privée Ramsbury Invest, Persson possède un grand nombre de propriétés à Londres, Paris et Stockholm.

## Vie privée
Persson vit à Stockholm, en Suède, avec sa deuxième épouse, Carolyn Denise Persson. Ils ont trois enfants. En 2009, son fils, Karl-Johan Persson, a pris la direction générale de H&M. Leurs deux autres enfants, Tom Persson et Charlotte Söderström sont également milliardaires.
Persson est l'un des fondateurs de la Fondation Mentor, une organisation à but non lucratif qui lutte contre la toxicomanie chez les jeunes.
Il supporte le Djurgårdens IF et cofinance une fondation pour le club. Persson pratique le ski alpin, le tennis et le golf.
Il possède des propriétés à Londres, Paris, Rome et Stockholm et, en 2009, il a acquis le village de 21 chalets de Linkenholt dans le Hampshire, en Angleterre.